# W Aquarii
W Aquarii är en pulserande variabel av Mira Ceti-typ (M) i stjärnbilden Vattumannen.
Stjärnan varierar mellan visuell magnitud +8,3 och 15,2 med en period av 376,1 dygn. 